# Lance McNaught
Lance McNaught (2 de marzo de 1981 - 13 de agosto de 2010), más conocido como Lance Cade, fue un luchador profesional estadounidense, más conocido por su paso por la World Wrestling Entertainment (WWE). Entre sus logros destacan tres reinados como Campeón Mundial en Parejas de la WWE junto a Trevor Murdoch.

## Carrera

### Comienzos
Lance Cade inició su carrera tras ingresar a la academia de Shawn Michaels en San Antonio, Texas en 1999.

### Japón
Lance Cade y Bryan Danielson viajaron a Japón el 1 de diciembre de 1999. Ambos compitieron en la Frontier Martial-Arts Wrestling. Cade y Danielson partieron como equipo y luego tomaron vías separadas; Cade permaneció en la FMW y se enfrentó a Balls Mahoney en luchas en parejas y Triple Amenazas, contra algún otro luchador de la FMW. Cade dejó la FMW después de ser derrotado por Mahoney el 25 de febrero de 2000.

### World Wrestling Federation / Entertainment (2001-2008)

#### 2001-2002
Después de que Cade firmara con WWF, fue enviado a Memphis Championship Wrestling en 2001. Durante el verano de ese mismo año, fue movido a Les Thatcher's HWA (Heartland Wrestling Association). Cade rápidamente formó pareja con Surfer Cody Hawk, pero el equipo se disolvió después de solo unos cuantos meses cuando Cade se unió al campamento de World Championship Wrestling en la invasión de la HWA. Cade se alineó con Mike Sanders, un exluchador de WCW. La caída del equipo vino el 13 de febrero de 2002, cuando Cade y Mike Sanders derrotaron a Val Venis y Steve Bradley para ganar el título de equipos de la HWA. Cade y Sanders rompieron ese mismo día, y los títulos quedaron vacantes. La semana siguiente, Cade enfrentó a Sanders y lo derrotó en luchas individuales, dándole a Cade los cinturones. Cade después escoge a Steve Bradley como su nuevo compañero de equipo. Sin embargo, Cade y Bradley tuvieron problemas en las competencias de la WWE, luego Hugh Morrus y Raven los derrotaron en mediados de marzo de 2002 por los títulos. Sin embargo, Cade y Bradley ganaron el campeonato de parejas de la HWA 3 días después; Bradley sufrió una lesión por lo que el dúo se desintegró.
En abril de 2002, volvió el primer compañero de equipo de la HWA de Cade, Cody Hawk. Cade y Hawk ya reunidos intentaron recuperar los títulos, aún ganando una lucha para ser los principales retadores al título, nunca lograron recuperar los títulos. En mayo de 2002, Cade derrotó a Johnny "El toro" para hacerse el campeón HWA De peso pesado. Cade defendió el título durante 2 meses antes de Johnny "el Toro" reconquistara el título; sin embargo, Cade pidió su revancha inmediata consiguiendo su segundo campeonato de peso pesado, cosa que no duró mucho tiempo ya que al día siguiente lo volvería a perder, esta vez frente a Cody Hawk.
Durante el verano 2002, el HWA fue dejado de lado como un territorio del desarrollo por WWE, siendo Cade transferido a la nueva empresa principal del desarrollo del WWE, la Ohio Valley Wrestling. Cade siguió buscando un compañero de equipo bastante resistente para trabajar, lo encontró en Rene Duprée, haciendo pareja en la mayor parte de su permanencia en la OVW.

#### 2003-2004
Siguiendo su carrera en la OVW ya formando equipo con Rene Duprée entró en un torneo en marzo del 2003 para determinar un retador a los campeonatos en pareja; en la fase final no pudo derrotar a Matt Morgan y BJ Payne, más adelante empezaron a ganar luchas, una que otra bastante increíble, cuando por ejemplo ganaron a los APA (Farooq y Bradshaw) en una ocasión, ya demostrado su talento fue ascendido a la marca RAW en junio del 2003 bajo el nombre de Garrison Cade.
Garrison Cade, en su primer partido en RAW, se enfrentaron contra la Lance Storm individuales en un partido. Pero cuando Stone Cold Steve Austin salió, cantando Taladro de la palabra, se convirtió en Tormenta distraído, lo que permite entrar a escondidas en Cade y conseguir la victoria. Poco después, volvió a encontrar Cade una etiqueta de equipo asociado, Mark Jindrak, aliarse con, y comenzó a luchar por la etiqueta de equipo de los títulos. Los cinturones se celebraban por el ex aliado Cade René Dupree y su nueva compañero Sylvain Grenier, una unidad colectiva conocida como La resistance.
En los siguientes meses, Cade & Jindrak compitieron contra muchos equipos diferentes, como La Résistance y a los Dudley Boyz y también contra el equipo más dominante durante esa época Evolution donde fueron rápidamente apabullados; a partir de entonces empezaron a utilizar maniobras Heels siendo odiados por el público. Esto los llevó a otra oportunidad por los campeonatos en Armageddon 2003, lucha que nuevamente perdieron luego de que fueran eliminados por los dudley boyz; en forma de venganza los atacaron después de que fueran eliminados ayudando a Evolution (Ric Flair y Batista) a ganar la lucha.
En el 2004, Cade y Jindrak seguían trabajando juntos como un equipo, consiguiendo muy buenas victorias. El equipo obtuvo una victoria en marzo de 2004, al vencer a The Hurricane & Rosey para ganar una oportunidad por los Campeonatos Mundiales en Pareja en WrestleMania XX, no lograron ganar la lucha luego de que Rob Van Dam cubriera a Rob Conway ganando la lucha y reteniendo los campeonatos.
Después de que Jindrack se fuera a Smackdown!, Cade se unió brevemente a Jonathan Coachman, The Coach ayudó a obtener una victoria sobre Tajiri en Backlash 2004. Después formó equipo con The Coach en Vengeance 2004 siendo derrotados en su debut como equipo por Rhyno & Tajiri. Tuvo que dejar la empresa debido a una lesión en julio de 2004.

#### 2005-2006
Cade estuvo fuera de la WWE televisión durante bastante tiempo, debido a la lesión de rodilla (que se dice que es una dislocación de la rodilla). En 2005, Cade reapareció en Ohio Valley Wrestling con su antiguo nombre, Lance Cade.
Cade se perdió en el fondo de las próximas semanas, a la larga hacer su regreso al ring en la reunión de junio 3 OVW Summer Sizzler Series 2005 se presenta, teniendo en Al Snow. Aunque Cade trajo a su sombrero de vaquero con él, Snow señaló Head, habitualmente recurren a la cabeza maniquí de orientación. Durante el partido, cuando Cade fue eliminada al exterior, Snow destruido Cade sombrero, pisando sobre el mismo. Esto hizo que el partido más personal a Cade, pero al final, Snow eliminó a Cade con Head, obteniendo la victoria. Más tarde esa noche, Cade interferido en el Brent Albright / Elijah Burke OVW Heavyweight Title partido, con Cade atacando el campeón, Albright. Los dos enemigos No tenía una Recusación, Perdedor Partido Must Toque de salida en la OVW Summer Sizzler Series 2005 muestran el 17 de junio de 2005. Cade trataron de pasador Albright temprano en el partido. La ref no lo permite, empuja provocando una pelea entre ambos. Más tarde en el partido, Albright consiguió su Crowbar presentación en Cade, pero escapó Cade, entonces parecía estar dejando, con Albright persiguiendo él. Albright consiguió el Crowbar aplicado sobre Cade vez más, a la derecha en la rampa. Sin un lugar donde ir, Cade se vio obligado a tocar, a la pérdida de Albright.

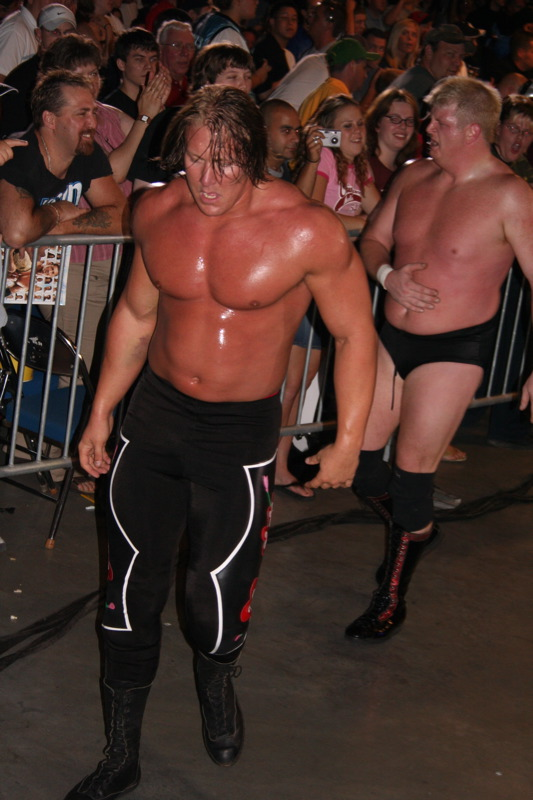
Cade (izquierdo) con su etiqueta combinan el compañero, Trevor Murdoch.

El 22 de agosto del 2005 se muestra una promo en donde a Cade se le ve con el Cabello largo junto con su viejo compañero Trevor Murdoch desempeñando los papeles de un vaquero norteño buen hablador y un camionero sureño muy enojado respectivamente.
Cade y Murdoch debuta en RAW el 5 de septiembre de 2005 derrotando a los Campeones mundiales en pareja The Hurricane & Rosey consiguiendo así una oportunidad al campeonato; en el evento Unforgiven 2005 lograron derrotar a The Hurricane y a Rosey consiguiendo así los campeonatos por primera vez. Perdieron los campeonatos 2 meses después en el evento Taboo Tuesday 2005 frente a Kane & Big Show. Después de ser Apabullado por los campeones en la revancha por los títulos; empezaron a intercambiar victorias con parejas sin oportunidades al campeonato.
La edición de RAW del 28 de octubre, se anunció que Lance Cade y Trevor Murdoch lucharían individualmente disolviendo el dúo. La próxima semana, Cade debutó con una nueva faceta. Tuvo muy pocas apariciones en Raw y fue relegado a Heat. Tuvo una oportunidad de entrar al Royal Rumble, compitiendo con Rob Conway y Gregory Helms contra el Big Show en una Segunda Oportunidad para entrar al evento; Sin embargo, el Big Show logró ganar la lucha.
Después de estar mucho tiempo actuando individualmente, estuvieron actuando algunas veces juntos cuando por ejemplo estuvieron ayudando a Chris Masters y Carlito a atacar a Kane. En el 14 de abril, la edición 2006 de Heat, se anunció que Cade y Murdoch volverían a juntarse. En el 19 de mayo, la edición 2006 de Heat Cade y Murdoch se volvieron a juntar oficialmente enfrentando y derrotando a Charlie Haas y Viscera.
Cade y Murdoch tuvieron un feudo contra D-Generation X (Triple H y Shawn Michaels); cuando estos emboscaron a Shawn Michaels y Triple H, durante un buen tiempo estuvieron atacándolos por órdenes de Mr. Mcmahon, el feudo acabó cuando Dx los derrotaron en una lucha callejera el 9 de octubre del 2006.

#### 2007-2008
En New Year's Revolution, junto a Trevor Murdoch participaron en el Tag Team Turmoil Match por una oportunidad a los Campeonatos Mundiales en Parejas, entrando de 4.º puesto y eliminando a The Greatest Team (Charlie Haas & Shelton Benjamin), sin embargo fueron derrotados por Cryme Tyme (JTG & Shad Gaspard). En WrestleMania 23, junto a Trevor Murdoch fueron leñadores del Lumberjack Match entre Carlito & Ric Flair contra Chavo Guerrero & Gregory Helms en un Dark Match. A la noche siguiente en RAW, junto a Trevor Murdoch participaron en el 10 Tag Team Battle Royal por los Campeonatos Mundiales en Parejas de John Cena & Shawn Michaels, sin embargo fueron los últimos eliminados por The Hardy Boyz (Matt & Jeff), la siguiente semana en RAW, junto a Trevor Murdoch derrotaron a Carlito & Ric Flair ganando una oportunidad por los Campeonatos Mundiales en Parejas, la siguiente semana en RAW, derrotó a Jeff Hardy. En Backlash, junto a Trevor Murdoch se enfrentaron a The Hardy Boyz (Matt & Jeff) por los Campeonatos Mundiales en Parejas, sin embargo perdieron. En Judgement Day, junto a Trevor Murdoch se enfrentaron a The Hardy Boyz (Matt & Jeff) por los Campeonatos Mundiales en Parejas, sin embargo perdieron. La edición de RAW del 4 de junio, lograron derrotar a Los Hardy Boyz consiguiendo así su segundo Campeonato Mundial en Parejas. En Vengeance 2007, Cade y Murdoch retuvieron sus campeonatos luego de ganar la revancha de los Hardy Boyz. En el RAW del 9 de julio, junto a Trevor Murdoch derrotaron a The Highlanders (Robbie McAllister & Rory McAllister) reteniendo los Campeonatos Mundiales en Parejas. En el 5 de septiembre de 2007, pierden los campeonatos a manos de Paul London y Brian Kendrick durante una gira por Sudáfrica. Tres días después, en ese mismo viaje, Cade y Murdoch recuperaron su campeonato consiguiendo así su tercer campeonato por pareja.
En el evento Unforgiven retuvieron los campeonatos tras derrotar a Paul London & Brian Kendrick; un mes después en el evento Survivor Series derrotaron a Hardcore Holly y Cody Rhodes reteniendo los campeonatos, estos últimos le arrebataron los campeonatos el 10 de diciembre en la fiesta del 15.º aniversario de RAW. Pierden su revancha a la semana siguiente y cae lesionado de dos meses.
El 4 de febrero regresa haciendo pareja con Trevor Murdoch intentando recapturar los campeonatos, pero no lograron arrebatarles los campeonatos a Hardcore Holly & Cody Rhodes. Después de estar perdiendo varias luchas, empezó a tener discusiones con Trevor Murdoch, echándose la culpa el uno al otro por sus derrotas, hasta que una edición de RAW Cade ataca a Murdoch luego de que este intentara cantar; a partir de ese entonces el dúo se disuelve luego de estar varios años luchando juntos. En el Supplemental Draft 2008 Murdoch fue pasado de RAW a SmackDown! disolviéndose por completo el dúo. Con esto terminaron su relación. Después de estar luchando individualmente, Cade comenzó a acompañar al ring a Chris Jericho, ayudándolo a ganar combates. Derrotó a un exalumno de HBK como él,Paul London, en RAW. Hizo apariciones en eventos como The Great American Bash, Unforgiven y No Mercy ayudando a Y2J, en sus combates contra Shawn Michaels. Debido a esto, fue puesto en una rivalidad con Michaels, su entrenador, la cual no tuvo un gran desarrollo debido a que el 14 de octubre fue despedido por la WWE posterior a una lucha sin descalificación.

### Circuito independiente (2008-2010)

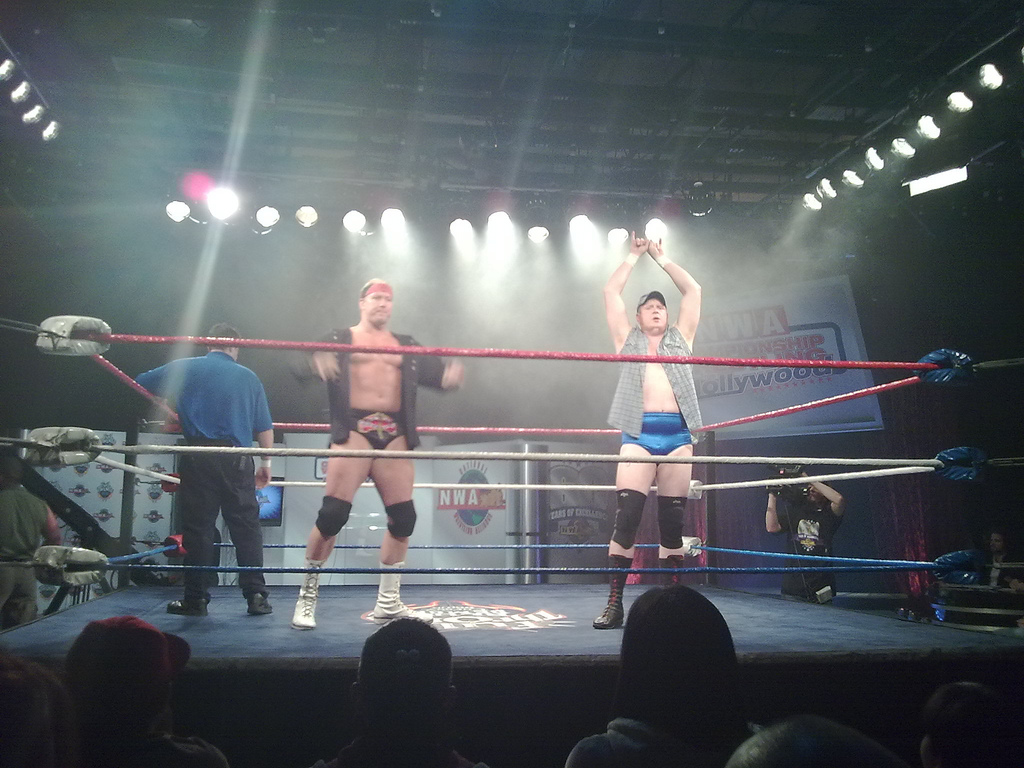
Lance Cade & Trevor Murdoch en la NWA Showcase.

Tras ser despedido, McNaught empezó a aceptar trabajos junto a Trevor Murdoch como equipo en el circuito independiente, luchando en la Independent Wrestling Association Mid-South o la NWA Showcase. También regresó a Japón en diciembre de 2008 haciendo equipo con René Duprée en HUSTLE el 24 y 25 de diciembre. December 24 and 25. Ambos aparecieron como luchadores enmascarados, Dyna & Might Sharpe, una parodia de the Sharpe Brothers. Los dos derrotaron a Genichiro Tenryu & Shiro Koshinaka las dos noches. Cinco días después tuvieron su último ocmbate contra ellos en HUSTLEMANIA, pero perdieron. Tras esto, empezó a luchar bajo el nombre de Cowboy Cade, luchando el 19 de febrero en el Korukuen Hall, derrotando a Tajiri & Bono-kun. El 22 de febrero, Cade derrotó a Akebono en una lucha individual en el main event del primer evento de Hustle en Chiba, Japón. Cade iba a luchar contra el campeón Norteamericano Peso Pesado de la NWA Apollo en NWA On Fire el 22 de agosto de 2009, pero no pudo asistir por una emergencia familiar. Derrotó a Trevor Murdoch en World Stars of Wrestling en septiembre de 2009. En junio de 2010 comenzó  a luchar en All Japan Pro Wrestling. A su fallecimiento, estaba programado que luchara por los AJPW Unified World Tag Team Championship junto a René Duprée.

## Vida personal
McNaught se casó con una mujer, Tanya R. González, el 14 de junio de 2000. Sin embargo, se divorciaron el 16 de mayo de 2006. Tuvieron dos hijas, Natallye y Laryssa. Cade se volvió a casar y tuvo un hijo llamado Brian. Fue el yerno del luchador Black Gordman. En enero de 2010, McNaught asistió a rehabilitación y completó los 30 días del programa en febrero.

### Fallecimiento
El 13 de agosto de 2010 por la mañana Lance McNaught falleció aparentemente de un ataque al corazón.

## En lucha
- Movimientos finales
  - Diving Texas[6] (Diving elbow drop)
  - Western Lariat[11] (Running lariat)-2008-2010
  - Red Neck (Sitout side slam spinebuster)[6] - 2007-2010

- Movimientos de firma
  - Texas Legsweep[6] (Modified Russian legsweep)
  - Knee to the back
  - Bulldog
  - Superkick - 2007-2010
  - Vertical suplex, a veces desde una posición elevada
  - Running leg drop,[6] a veces desde una posición elevada
  - DDT
  - Reverse Clothesline
  - Inverted Atomic Drop
  - Chokeslam
  - Back Suplex
  - Back Body Drop
  - BackBreaker
  - Hip Toss
  - Neckbreaker
  - Clothesline
  - Standing Leg drop
- Managers
  - Kenny Bolin[1]
  - Jonathan Coachman[12][1]
  - Chris Jericho
  - Francoise

## Campeonatos y logros
- Heartland Wrestling Association

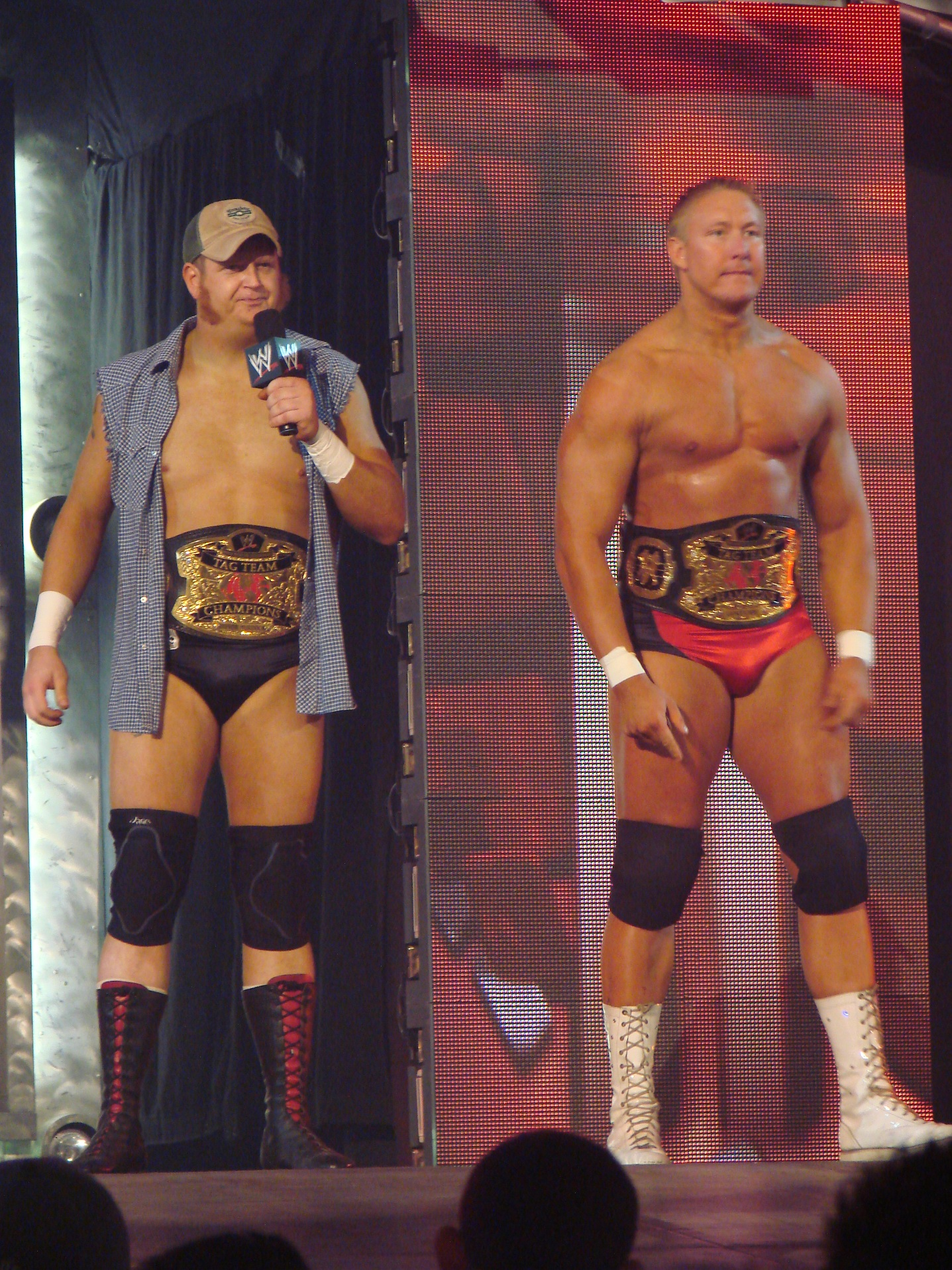
Cade junto con Trevor Murdoch como Campeón Mundial en Parejas de la WWE

  - HWA Heavyweight Championship (2 veces)
  - HWA Tag Team Championship (3 veces) - con Steve Bradley (2) y Mike Sanders (1)

- Texas Wrestling Alliance
  - TWA Television Championship (1 vez)

- World Wrestling Entertainment
  - World Tag Team Championship, (3 veces) - con Trevor Murdoch
- Pro Wrestling Illustrated
  - Situado en el Nº191 en los PWI 500 de 2001[13]
  - Situado en el Nº120 en los PWI 500 de 2002[14]
  - Situado en el Nº130 en los PWI 500 de 2003[15]
  - Situado en el Nº85 en los PWI 500 de 2004[16]
  - Situado en el Nº153 en los PWI 500 de 2005[17]
  - Situado en el Nº235 en los PWI 500 de 2006[18]
  - Situado en el Nº137 en los PWI 500 de 2007[19]
  - Situado en el Nº80 en los PWI 500 de 2008[20]
  - Situado en el Nº371 en los PWI 500 de 2009[21]